# Landscheid
Landscheid là một xã ở huyện Bernkastel-Wittlich, trong bang Rheinland-Pfalz, Xã Landscheid có diện tích 30,17 km², dân số thời điểm ngày 31 tháng 12 năm 2006 là 2059 người.